# ピエール・フロワドビーズ
ピエール・フロワドビーズ (フランス語: Pierre Froidebise、1914年5月14日 - 1962年10月28日)は、ベルギー出身のオルガニスト兼作曲家。

## 経歴
1914年、ナミュール州オエエで生まれた。カミーユ・ジャックマンにオルガンの指導を受ける。ブリュッセル王立音楽院でポール・ド・マレングローのクラスで学び、1939年に首席で卒業した。また、ポール・ジルソンに作曲の個人レッスンを受けた。

## 家族・親族
- 息子：アンヌ・フロワドビーズもオルガン奏者。